# Lunca Gârții
Lunca Gârții – wieś w Rumunii, w okręgu Ardżesz, w gminie Stoenești. W 2011 roku liczyła 44 mieszkańców.